# 徐禎稷
徐禎稷（1575年—1644年），字叔開，號厚源，南直隶松江府華亭縣民籍，青浦县人，明朝政治人物。

## 生平
万历二十八年（1600年）庚子科应天中式舉人，二十九年（1601年）聯捷辛丑科進士，三十一年授刑部主事，次年关内审决，三十三年养病。三十六年補浙江司主事，三十八年升山西司员外郎、山東司郎中，三十九年出知夔州府，四十三年六月歴官至四川按察司副使，在蜀年久，以清惠称，四十四年以終養致仕歸。天啓七年起補浙江副使，崇祯元年致仕。卒年七十。著有《耻言》、《明善堂诗稿》。

## 家族
曾祖徐寿，贈徵仕郎保定府經歷。祖父徐沛，封承德郎刑部主事。父徐三重，丁丑进士，刑部主事。